# 戸板保佑
戸板 保佑（といた やすすけ、宝永5年1月27日（1708年2月18日） - 天明4年9月7日（1784年10月20日））は江戸時代中期の仙台藩の天文学者・数学者である。宝暦の改暦に参加した。また山路主住とともに、関孝和に始まる関流算学の集大成である全511冊の『関算四伝書』を編纂した。幼名は重豊、通称は善太郎。号に格九、取譬甫、黄海、統天斎、植、蕃、多植、茂蕃、多植茂などがある。

## 経歴
仙台に生まれた。青木長由に中西流の和算・暦学を、遠藤盛俊に天文暦学を学んだ。享保16年（1731年）遠藤の後任として仙台藩の天文暦道掛についた。享保14年 - 安永9年（1729年 - 1780年）にかけて自宅などで日食・月食を観測して『仙台実測誌』に記し、実際に起こらなかった食なども含め48回の月食と18回の日食の記録を残している。戸板保佑は寛延4年（1751年）5月に起きた暦に載っていない日食を予報しているが、伊達村敏もこの日食を予報していた。
宝暦3年（1753年）土御門泰邦らの宝暦の改暦に参加するために上京した。この時に山路主住へ師事し、関流の和算を学び仙台に持ち帰った。以後、仙台では中西流・関流が学ばれるようになる。仙台に戻った後も江戸の山路主住・之徽父子と崇禎暦書の研究を続け、日本で初めてとなる西洋暦を完成させた。晩年には、山路父子に学んだ和算・天文学の成果をまとめ、安永9年（1780年）に『関算四伝書』、天明2年（1782年）に『天文四伝書』としている。